# Лавров (Ростовская область)
Лавро́в — разъезд в Каменском районе Ростовской области.
Входит в состав Богдановского сельского поселения.

## Население
| 2010 |
| ---- |
| 23   |

## Улицы
На разъезде имеется одна улица: Железнодорожная.